# 1 500 mètres féminin aux championnats du monde d'athlétisme 1983
Navigation
Rome 1987
L'épreuve du 1 500 mètres féminin des championnats du monde d'athlétisme 1983 s'est déroulée les 12 et 14 août 1983 dans le Stade olympique d'Helsinki, en Finlande. Elle est remportée par l'Américaine Mary Decker.

## Résultats

### Finale
| Rang               | Athlète                | Pays             | Temps         |
| ------------------ | ---------------------- | ---------------- | ------------- |
| Médaille d'or      | Mary Decker            | États-Unis       | 4 min 00 s 90 |
| Médaille d'argent  | Zamira Zaytseva        | Union soviétique | 4 min 01 s 19 |
| Médaille de bronze | Yekaterina Podkopayeva | Union soviétique | 4 min 02 s 25 |
| 4                  | Ravilya Agletdinova    | Union soviétique | 4 min 02 s 67 |
| 5                  | Wendy Sly              | Royaume-Uni      | 4 min 04 s 14 |
| 6                  | Doina Melinte          | Roumanie         | 4 min 04 s 42 |
| 7                  | Gabriella Dorio        | Italie           | 4 min 04 s 73 |
| 8                  | Brit McRoberts         | Canada           | 4 min 05 s 73 |
| 9                  | Christina Boxer        | Royaume-Uni      | 4 min 06 s 74 |
| 10                 | Cornelia Bürki         | Suisse           | 4 min 11 s 61 |
| 11                 | Ivana Kleinová         | Tchécoslovaquie  | 4 min 15 s 12 |
| 12                 | Maria Radu             | Roumanie         | 4 min 19 s 03 |

## Légende
Records et Performances
- AR : Record continental (area record)
- CR : Record des championnats (championship record)
- MR : Record du meeting (meet record)
- NR : Record national (national record)
- OR : Record olympique (olympic record)
- PR : Record paralympique (paralympic record)
- PB : Record personnel (personal best)
- SB : Meilleure performance personnelle de la saison (season's best)
- WL : Meilleure performance mondiale de l'année (world leader)
- WJR : Record du monde junior (world junior record)
- WR : Record du monde (world record)

Circonstances et Conditions
- DNF : N'a pas terminé (did not finish)
- DNS : N'a pas pris le départ (did not start)
- DQ : Disqualification (disqualification)
- NM : Aucun essai valable enregistré (No Mark)
- Q : Qualifié « directement » au prochain tour (ou à la prochaine compétition), lors d'une compétition majeure, grâce au classement ou à la réalisation des minima (automatic qualifier)
- q : Qualifié au prochain tour (ou à la prochaine compétition), lors d'une compétition majeure, grâce au repêchage ou à la réalisation de l'une des meilleures performances parmi celles des « non qualifiés directement » (grâce au meilleur temps ou à la meilleure distance par exemple) (secondary qualifier)